# Liste des résolutions du Conseil de sécurité des Nations unies adoptées en 2010
Les résolutions du Conseil de sécurité des Nations unies sont les décisions qui sont votées par le Conseil de sécurité des Nations unies.
Une telle résolution est acceptée si au moins neuf des quinze membres (depuis le 17 décembre 1963, 11 membres avant cette date) votent en sa faveur et si aucun des membres permanents qui sont la Chine, les États-Unis, la France, le Royaume-Uni et la Russie (l'Union soviétique avant 1991) n'émet de vote contre (qui est désigné couramment comme un veto).

## Résolutions 1908 à 1909
- Résolution 1908 : la question concernant Haïti.
- Résolution 1909 : lettre datée du 22 novembre 2006, adressée au Président du Conseil de sécurité par le Secrétaire général (S/2006/920) .

## Résolutions 1910 à 1919
- Résolution 1910 : la situation en Somalie.
- Résolution 1911 : la situation en Côte d’Ivoire.
- Résolution 1912 : la situation au Timor-Leste.
- Résolution 1913 : la situation au Tchad, en République centrafricaine et dans la sous-région.
- Résolution 1914 : date de l’élection à un siège vacant de la Cour internationale de justice.
- Résolution 1915 : tribunal international chargé de juger les personnes accusées de violations graves du droit international humanitaire commises sur le territoire de l’ex-Yougoslavie depuis 1991.
- Résolution 1916 : la situation en Somalie.
- Résolution 1917 : la situation en Afghanistan.
- Résolution 1918 : résolution sur la piraterie.
- Résolution 1919 : rapports du Secrétaire général sur le Soudan.

## Résolutions 1920 à 1929
- Résolution 1920 : la situation concernant le Sahara occidental.
- Résolution 1921 : lettre datée du 22 novembre 2006, adressée au Président du Conseil de sécurité par le Secrétaire général (S/2006/920) .
- Résolution 1922 : la situation au Tchad, en République centrafricaine et dans la sous-région.
- Résolution 1923 : la situation au Tchad, en République centrafricaine et dans la sous-région.
- Résolution 1924 : la situation en Côte d’Ivoire.
- Résolution 1925 : la situation concernant la république démocratique du Congo.
- Résolution 1926 : date d’une élection pour pourvoir un siège vacant à la Cour internationale de justice (S/2010/255) .
- Résolution 1927 : la question concernant Haïti.
- Résolution 1928 : non prolifération : république populaire démocratique de Corée.
- Résolution 1929 : non-prolifération.

## Résolutions 1930 à 1939
- Résolution 1930 : la situation à Chypre.
- Résolution 1931 : tribunal international chargé de juger les personnes accusées de violations graves du droit international humanitaire commises sur le territoire de l’ex-Yougoslavie depuis 1991.
- Résolution 1932 : tribunal international chargé de juger les personnes accusées d’actes de génocide ou d’autres violations graves du droit international humanitaire commis sur le territoire du Rwanda et les citoyens rwandais accusés de tels actes ou violations commis sur le territoire d’États voisins entre le 1er janvier et le 31 décembre 1994.
- Résolution 1933 : la situation en Côte d’Ivoire.
- Résolution 1934 : la situation au Moyen-Orient.
- Résolution 1935 : rapports du Secrétaire général sur le Soudan (adoptée le 30 juillet 2010).
- Résolution 1936 : la situation concernant l’Irak (adoptée le 5 août 2010).
- Résolution 1937 : la situation au Moyen-Orient (adoptée le 30 août 2010).
- Résolution 1938 : la situation au Libéria (adoptée le 15 septembre 2010).
- Résolution 1939 : lettre datée du 22 novembre 2006, adressée au Président du Conseil de sécurité par le Secrétaire général (S/2006/920) (adoptée le 15 septembre 2010).

## Résolutions 1940 à 1949
- Résolution 1940 : la situation en Sierra Leone (adoptée le 29 septembre 2010).
- Résolution 1941 : la situation en Sierra Leone (adoptée le 29 septembre 2010).
- Résolution 1942 : la situation en Côte d’Ivoire (adoptée le 29 septembre 2010).
- Résolution 1943 : la situation en Afghanistan (adoptée le 13 octobre 2010).
- Résolution 1944 : la question concernant Haïti (adoptée le 14 octobre 2010).
- Résolution 1945 : rapports du Secrétaire général sur le Soudan (adoptée le 14 octobre 2010).
- Résolution 1946 :  la situation en Côte d’Ivoire (adoptée le 15 octobre 2010).
- Résolution 1947 : consolidation de la paix après les conflits (adoptée le 29 octobre 2010).
- Résolution 1948 : la situation en Bosnie-Herzégovine (adoptée le 18 novembre 2010).
- Résolution 1949 : la situation en Guinée-Bissau  (adoptée le 23 novembre 2010).

## Résolutions 1950 à 1959
- Résolution 1950 : la situation en Somalie (adoptée le 23 novembre 2010).
- Résolution 1951 : la situation en Côte d’Ivoire (adoptée le 24 novembre 2010).
- Résolution 1952 : la situation concernant la république démocratique du Congo (adoptée le 29 novembre 2010).
- Résolution 1953 : la situation à Chypre (adoptée le 14 décembre 2010).
- Résolution 1954 : tribunal international chargé de juger les personnes accusées de violations graves du droit international humanitaire commises sur le territoire de l’ex-Yougoslavie depuis 1991  (adoptée le 14 décembre 2010).
- Résolution 1955 : tribunal international chargé de juger les personnes accusées d’actes de génocide ou d’autres violations graves du droit international humanitaire commis sur le territoire du Rwanda et les citoyens rwandais accusés de tels actes ou violations commis sur le territoire d’États voisins entre le 1er janvier et le 31 décembre 1994 (adoptée le 14 décembre 2010).
- Résolution 1956 : la situation concernant l’Irak (adoptée le 15 décembre 2010).
- Résolution 1957 : la situation concernant l’Irak (adoptée le 15 décembre 2010).
- Résolution 1958 : la situation concernant l’Irak (adoptée le 15 décembre 2010).
- Résolution 1959 : la situation au Burundi (adoptée le 16 décembre 2010).

## Résolutions 1960 à 1966
- Résolution 1960 : les femmes et la paix et la sécurité (adoptée le 16 décembre 2010).
- Résolution 1961 : la situation au Libéria (adoptée le 17 décembre 2010).
- Résolution 1962 : la situation en Côte d’Ivoire (adoptée le 20 décembre 2010).
- Résolution 1963 : menaces contre la paix et la sécurité internationales résultant d’actes de terrorisme (adoptée le 20 décembre 2010).
- Résolution 1964 : la situation en Somalie (adoptée le 22 décembre 2010).
- Résolution 1965 : La situation au Moyen-Orient (adoptée le 22 décembre 2010).
- Résolution 1966 :Tribunal international chargé de juger les personnes accusées de violations graves du droit international humanitaire commises sur le territoire de l’ex-Yougoslavie depuis 1991. Tribunal pénal international chargé de juger les personnes accusées d’actes de génocide ou d’autres violations graves du droit international humanitaire commis sur le territoire du Rwanda et les citoyens rwandais accusés de tels actes ou violations commis sur le territoire d’États voisins entre le 1er janvier et le 31 décembre 1994 (adoptée le 22 décembre 2010).